# タクロバンの教育
フィリピンのタクロバンには公私様々な教育機関がある。この中で主なものはフィリピン大学ビサヤ・タクロバン校、東ビサヤ州立大学、レイテ進歩主義高等学校、TESDAタクロバン支部、レイテ教育大学、リセオ・デル・ヴェルボ・ディヴィノ（ディヴァイン・ワード大学タクロバン校、タクロバン聖テレーゼ教育財団（STEFTI）などがある。

## 小学校（初等教育）

### 公立
- アニボング（Anibong）小学校
- バガカイ（Bagacay）小学校
- バスパー（Basper）小学校
- バヤニハン（Bayanihan）小学校
- ブリス（Bliss）小学校
- カバラワン（Cabalawan）小学校
- カイバーン（Caibaan）小学校
- カマンシハイ（Camansihay） 小学校
- 市立中央学校
- ディート・マーシビル（Diit Mercyville）初等教育学校
- ドン・ヴィセント・キンテロ（Don Vicente Quintero）記念学校
- Dr.バニェス（Dr. Bañez）記念学校
- フィッシャーマンズビレッジ（Fisherman's Village）小学校
- ジャッジ・アントニオ・R.モンティラ（Judge Antonio R. Montilla）小学校
- カパンギアン（Kapangian）中央学校
- ロレンツォ・ダー（Lorenzo Daa）記念学校
- ルシオ・ヴィヴェロ（Lucio Vivero）小学校
- マンリュリップ（Manlurip）初等教育学校
- マラスバラス（Marasbaras）小学校
- ヌラツラ（Nula-Tula）小学校
- オールド・カワヤン（Old Kawayan）初等教育学校
- パラノグ（Palanog）小学校
- パラノグ難民学校
- パナラロン（Panalaron）中央学校
- リツァル（Rizal）中央学校
- RTR小学校
- サグカハン（Sagkahan）小学校
- サルバシオン（Salvacion）小学校
- サン・フェルナンド（San Fernando）中央学校
- サン・ホセ（San Jose）中央学校
- サン・ロケ（San Roque）小学校
- スカンジナビアン（Scandinavian）小学校
- セント・エレナ（Sta. Elena）小学校
- サント・ニーニョ（Sto. Niño）初等教育学校
- サント・ニーニョ特別支援教育センター（英語版）
- タグプロ（Tagpuro）小学校
- ティガバオ・ディート（Tigbao-Diit）小学校
- V&G記念学校

### 私立
- アルファ・オメガ学習センター
- アーク・アンジェルス・シビタス（Arc Angelus Civitas）学校
- アジア開発財団
- ジョセフ・フレイナドメッツ（Joseph Freinademetz）幼稚園
- ブライト・スパークス・インターナショナル
- CIE （イギリスインターナショナル・スクール）
- 東ビサヤ大学附属学校
- グレース・バプテスト・アカデミー
- 神聖幼児教育大学附属小学校
- 聖母サルバシオン（Salvacion）学校 School
- ヤンセン・ヘイツ（Jansen Heights）学習財団
- キドル・ホーム（Kiddie Home）子供能力開発機構
- レイテ進歩主義高等学校附属小学校
- ディヴァイン・ワード大学タクロバン校附属小学校
- ルルドの女（Our Lady of Lourdes）学校財団
- ペナラダ（Penarada）チュートリアル・センター
- パーペチュアル（Perpetual）学習支援センター
- 地域教育機関(SPED)
- 聖心大学タクロバン校附属小学校
- セント・エージェンス（St. Agnes）教育財団
- セント・アントニー（St. Anthony） SPED中央財団
- セント・ローレンス・ザビエル初等アカデミーハウス
- タクロバン聖テレーゼ教育財団（英語版） (STEFTI)
- 聖テレーゼクリスチャン開発センター (STCDCFI)
- 在レイテ聖テレーゼ教育センター (STECL)
- STIタクロバン
- セント・ニーニョ教育センター
- タクロバン・アンジェリカム（Angelicum）学習センター
- タクロバン市再臨学校
- 教会連合ライフプログラム

## 中等教育学校（中学校・高等学校）

### 公立
- 国立シリロ・ロイ・モンテーホ（Cirilo Roy Montejo）高等学校
- 国立シリロ・ロイ・モンテーホ夜間学校
- 国立レイテ高等学校
- 国立マラスバラス（Marasbaras）高等学校
- 国立サグカハン（Sagkahan）高等学校
- 国立サン・ホセ高等学校
- 国立サン・ホセ夜間学校
- 国立タクロバン市高等学校
- 国立タクロバン市夜間学校
- 国立タクロバン農業高等学校
- 国立タクロバン高等学校

### 私立
- ABE ビジネス・会計国際大学
- AMA コンピューター大学タクロバン校
- アジア開発財団附属中等教育学校
- ベセル（Bethel）インターナショナルスクール
- 東ビサヤ大学附属学校
- グレース・バプテスト・アカデミー附属中等教育学校
- 神聖幼児教育大学附属中等教育学校
- 聖母サルバシオン（Salvacion）学校
- レイテ進歩主義高等学校
- リセオ・デル・ヴェルボ・ディヴィノ（ディヴァイン・ワード大学タクロバン校（英語版））附属中等教育学校
- 聖心大学タクロバン校附属中等教育学校
- 在レイテ聖テレーゼ教育センター(STECL)
- 聖テレーゼクリスチャン開発センター (STCDCFI)
- タクロバン聖テレーゼ教育財団（英語版）(STEFTI)
- タクロバン・アンジェリカム学習センター
- タクロバンモンテッソーリ高等学校

## 大学
- ABE国際ビジネス短期大学
- AMAコンピューター学習センター
- AMAコンピューター大学（英語版）[1]
- アジア太平洋キャリア短期大学
- アジア開発財団短期大学
- マニラの聖ロレンソ・ルイス大学
- ラサール財団タクロバン大学
- コンピュータ技術のデータメックス協会[2]
- ドクター・ヴィセンテ・オレステス・ロムアルデス（Dr.Vicente Orestes Romualdez）教育財団短期大学（法学部のみ）
- 東ビサヤ州立大学（英語版）
- 神聖幼児教育短期大学
- レイテ聖霊財団
- 聖母サルバシオン財団
- 情報・コミュニケーション開発機構
- JE モンデヤル（Mondejar）コンピューター短期大学
- ホセ・ナバーロポリテクニック
- レイテ短期大学
- レイテ教育大学（英語版）
- レイテポリテクニック
- レイテ専門学校
- 国立海洋ポリテクニック
- レミディオス・トリニダード・ロムアルデス（Remedios Trinidad Romualdez）薬学財団
- タクロバン聖心大学
- セント・ポール商業学校
- 聖スコラスティカ短期大学タクロバン校
- 聖ベネディクト短期大学タクロバン校
- STIカレッジ（英語版）タクロバンキャンパス
- タクロバン短期大学財団
- TESDA[3]
- フィリピン大学ビサヤ・タクロバン校